# Goudomp (Département)

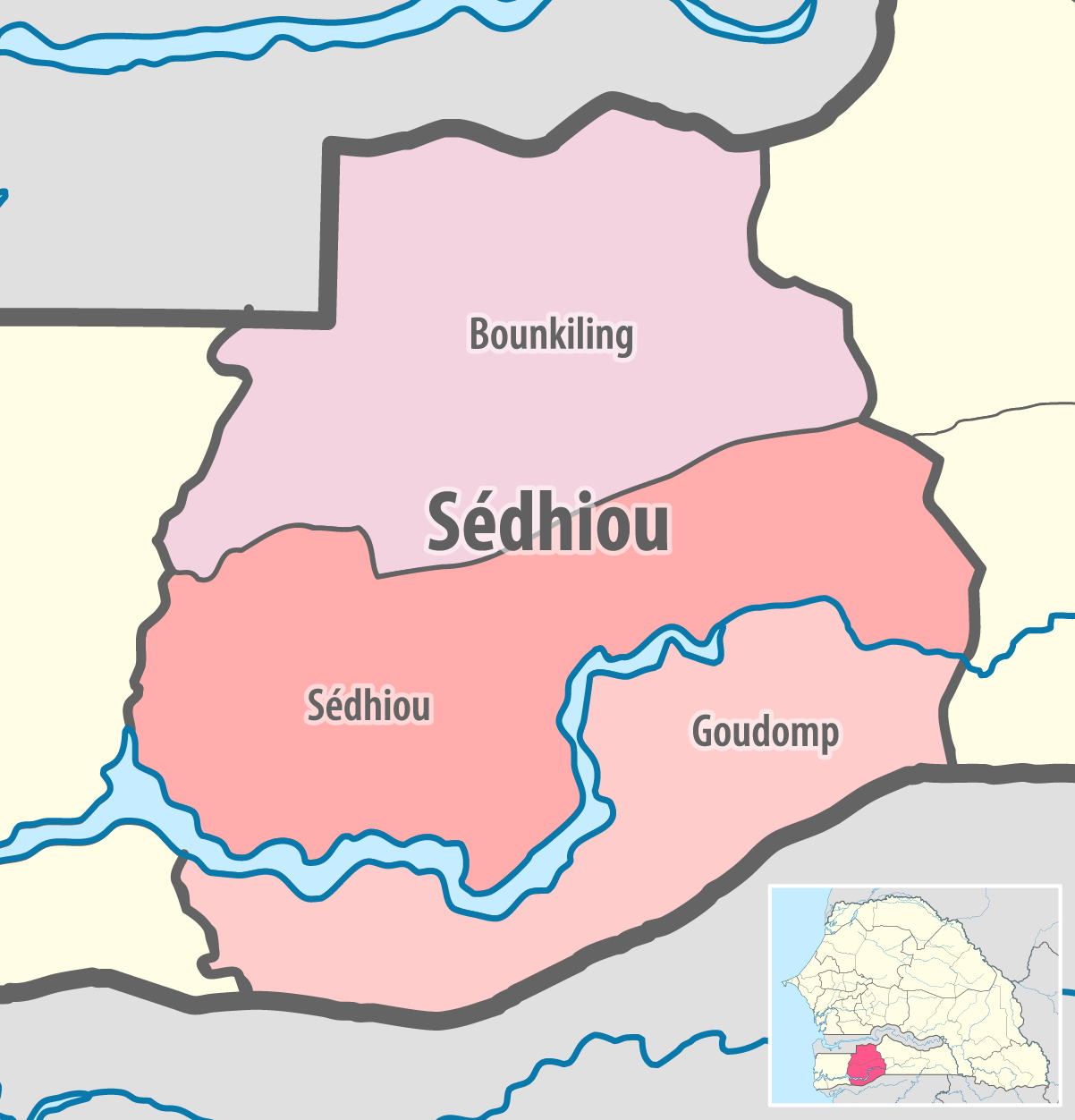
Département Goudomp in der Region Sédhiou

Das Département Goudomp mit der Hauptstadt Goudomp ist eines von 45 Départements, in die der Senegal, und eines von drei Départements, in die die Region Sédhiou gegliedert ist. Es liegt im Zentrum der Casamance im südlichen Senegal zwischen dem Casamance-Fluss im Norden und Guinea-Bissau im Süden.
Das Département hat eine Fläche von 1773,86 km² und gliedert sich wie folgt in Arrondissements, Kommunen (Communes) und Landgemeinden (Communautés rurales):
| Commune / Arrondissement | Communauté rurale  | Einwohner 2013 |
| Goudomp                  | —                  | 12.869         |
| Diattacounda             | —                  | 4.356          |
| Samine                   | —                  | 4.848          |
| Tanaff                   | —                  | 4.831          |
| Djibanar                 | Djibanar           | 10.548         |
| Djibanar                 | Kaour              | 4.785          |
| Djibanar                 | Mangaroungou Santo | 12.485         |
| Djibanar                 | Simbandi Balante   | 21.512         |
| Djibanar                 | Yarang Balante     | 12.305         |
| Karantaba                | Karantaba          | 14.251         |
| Karantaba                | Kolibantang        | 9.572          |
| Simbandi Brassou         | Niagha             | 12.324         |
| Simbandi Brassou         | Simbandi Brassou   | 15.106         |
| Simbandi Brassou         | Baghère            | 10.797         |
| Simbandi Brassou         | Dioudoubou         | 5.507          |
| Département              | —                  | 156.095        |